# Lakenvelder (race de poules)
Pour les articles homonymes, voir Lakenvelder (race bovine).
La lakenvelder est une race de poule domestique.

## Description
Grande race

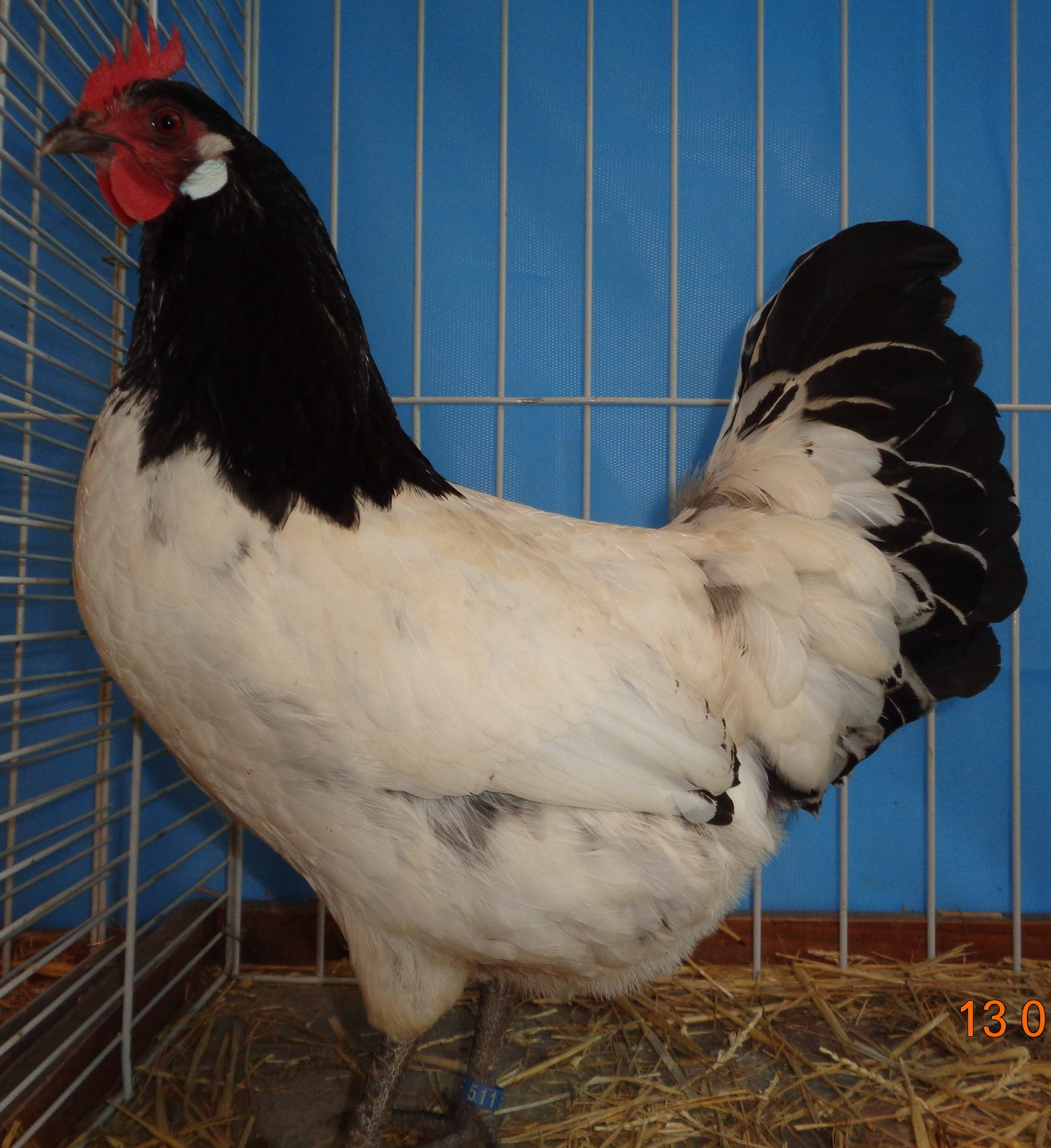
Poule Lakenvelder (grande race)

C'est une poule de taille moyenne, de type commun, allongée, aux plumage abondant, toutefois bien collé au corps. Les deux sexes ont le même dessin. Tempérament actif.
C'est une volaille vive et active toute la journée. Elle est également  assez nerveuse. Les poussins sont robustes dès leur naissance. 
Elle pond ~170 œufs par an.
Naine
C'est une volaille de type commun, allongée, au plumage abondant et bien collé au corps; port de hauteur moyenne. Les deux sexes ont le même dessin. Tempérament actif.
Elle pond ~120 œufs par an.

### Origine
La lakenvelder est une ancienne race allemande, mentionnée dès 1727 et élevée en nombre vers 1840 en Westphalie et à Hanovre, présente aux Pays-Bas depuis très longtemps également. Elle figure parmi les 108 races de poule reconnues du British Poultry Standard.
La naine est originaire d'Allemagne.

### Standard officiel
- Crête : simple.
- Oreillons : blancs.
- Couleur des yeux : brun rouge.
- Couleur de la peau : blanche
- Couleur des tarses : bleu ardoisé[1].

Grande race :
- Masse idéale : Coq : 1,75 à 2,25 kg ; Poule : 1,5 à 2 kg
- Œufs à couver : min. 50 g, coquille blanche.
- Diamètre des bagues : Coq : 18 mm ; Poule : 16 mm
- Variété reconnue en France : à dessin noir

Naine :

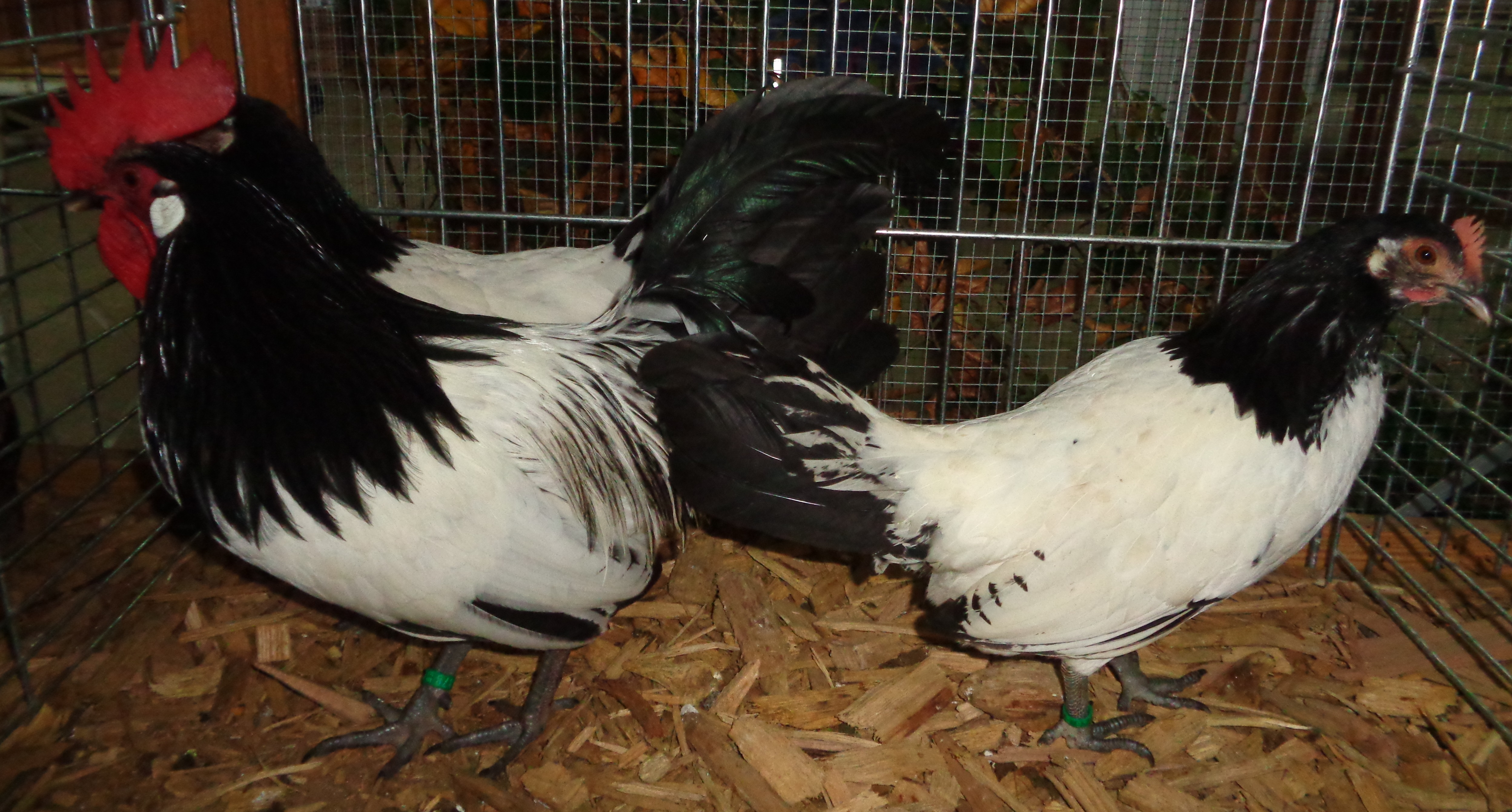
Trio de Lakenvelder naine

- Masse idéale : Coq : 900 g ; Poule : 800 g
- Œufs à couver : min. 35 g, coquille blanche à blanc jaunâtre.
- Diamètre des bagues : Coq : 13 mm ; Poule : 11 mm
- Variétés reconnues en France : à dessin noir, à dessin bleu

Attention, pour les expositions, il faut également que le camail soit bien noir, qu'il n'y ait pas de points noirs dans le blanc et sélectionner les sujets avec une crête bien droite sans double crétillons et une queue assez marquée.

## Sources
- Le Standard officiel des volailles (Poules, oies, dindons, canards et pintades), édité par la SCAF.